# Stephan Bibrowski
Stephan Bibrowski, meglio conosciuto come Uomo-Leone (Bielsk, 1891 – Berlino, 1932), è stato un circense polacco.

## Biografia
Il suo nomignolo è da ricondurre al fatto che tutto il suo corpo era ricoperto da uno spesso strato di peluria che gli donava l'aspetto di un leone: le uniche eccezioni erano i palmi delle mani e le piante dei piedi. Questa sua particolarità era probabilmente dovuta ad una rara malattia chiamata ipertricosi.
Bibrowski nacque nel 1891 a Bielsk, vicino a Płock, in Polonia. Sua madre lo abbandonò all'età di quattro anni affidandolo all'impresario tedesco Sedlmayer. Sedlmayer gli diede il suo nome d'arte e cominciò a portarlo in giro per l'Europa. Col tempo fu messo in mostra per via del suo corpo quasi interamente coperto da peli, la cui lunghezza si aggirava intorno ai dieci-venti centimetri.
Nel 1901, Bibrowski arrivò in America dove si esibì con una compagnia circense. Nel suo spettacolo, l'Uomo-Leone eseguiva esercizi di ginnastica ma soprattutto parlava con le persone del pubblico mostrando loro il suo lato dolce che contrastava nettamente con il suo aspetto. Egli era infatti noto per essere un perfetto gentiluomo e sempre impeccabilmente ben vestito. Inoltre era un uomo ben istruito: parlava ben cinque lingue. Si stabilì definitivamente negli Stati Uniti nel 1920, diventando un'attrazione popolare.
Verso la fine degli anni venti Bibrowski si ritirò dalla sua carriera da baraccone e si trasferì in Germania.
Morì a Berlino, a causa di un arresto cardiaco, nel 1932, all'età di 41 anni.